# Liste de sculptures présentant des marques de frottement
Cette liste présente les sculptures présentant des marques de frottement, généralement en lien avec une tradition incitant les passants à les toucher, caresser ou embrasser, généralement sur une partie spécifique telle que le pied ou les organes génitaux, parfois à cause d'une superstition.
Il s'agit généralement de sculptures en bronze, qui prend alors une patine dorée, mais cela peut aussi concerner des sculptures faites d'autres matériaux.

## Liste de sculptures

### Amériques
| Image externe |                                             |
|               | Alexander Wood 1810: The scandal sur Flickr |

| Image externe |                                            |
|               | Crazy Girls, Riviera, Las Vegas sur Flickr |

### Asie
| Œuvre              | Parties touchées                   | Explication                                                    | Lieu                              | Pays    | Image |
| ------------------ | ---------------------------------- | -------------------------------------------------------------- | --------------------------------- | ------- | ----- |
| Nadebotoke (d)     | Là où la personne qui frotte a mal | Supposé porter chance et guérir les maux physiques             | Sensō-ji, Tokyo                   | Japon   |       |
| Stèles des tortues | Têtes                              | Toucher les 82 tortues est supposé porter chances aux examens. | Temple de la Littérature de Hanoï | Vietnam |       |

### Europe
| Image externe |                   |
|               | Le Passe-muraille |

| Image externe |                                |
|               | Statue de Montaigne sur Flickr |

## Autres
D'autres œuvres font l'objet de traditions similaires :
| Œuvre                                           | Type             | Parties touchées | Explication | Lieu                                   | Pays    | Image |
| ----------------------------------------------- | ---------------- | ---------------- | --- | -------------------------------------- | ------- | ----- |
| Pierre de l'éloquence                           | Pierre de taille |                  | Embrasser la pierre en ayant la tête en bas est supposé donner le don de l'éloquence.                                               | Château de Blarney                     | Irlande |       |
| Porte-bonheur milanais                          | Mosaïque         | Testicules       | Faire trois tours complets sur son talon droit en étant placé au-dessus des parties génitales du taureau est supposé porter chance. | Galleria Vittorio Emanuele II, Milan   | Italie  |       |
| Cloche d'Airain                                 | Cloche           |                  | Faire trois fois le tour de la cloche est supposé porter bonheur.                                                                   | Ulica Kanonia, Varsovie                | Pologne |       |
| Verrou de la porte de l'abbaye de Saint-Thibéry | Verrou           | Tout le verrou   | "Qui embrasse ce verrou, se marie dans l'année"                                                                                     | Abbaye de Saint-Thibéry, Saint-Thibéry | France  |       |